# Богданово (Кемеровская область)
Богданово — упразднённый посёлок в Мариинском районе Кемеровской области. На момент упразднения входил в состав Николаевского сельского поселения. Исключен из учётных данных в 1997 году.

## География
Располагался на левом берегу реки Тяжин, на расстоянии примерно 7 км по прямой к северо-западу от села Николаевка 2-я.

## История
Основана в 1861 году. По данным на 1926 году деревня Богданова состояла из 108 хозяйств. В административном отношении являлась центром Богдановского сельсовета Сусловского района Ачинского округа Сибирского края.

## Население
| 1970 | 1979 | 1989 |
| ---- | ---- | ---- |
| 137  | ↘8   | ↘1   |

По переписи 1926 г. в деревне проживало 583 человек (281 мужчина и 302 женщины), основное население — русские.